# CASA C-295

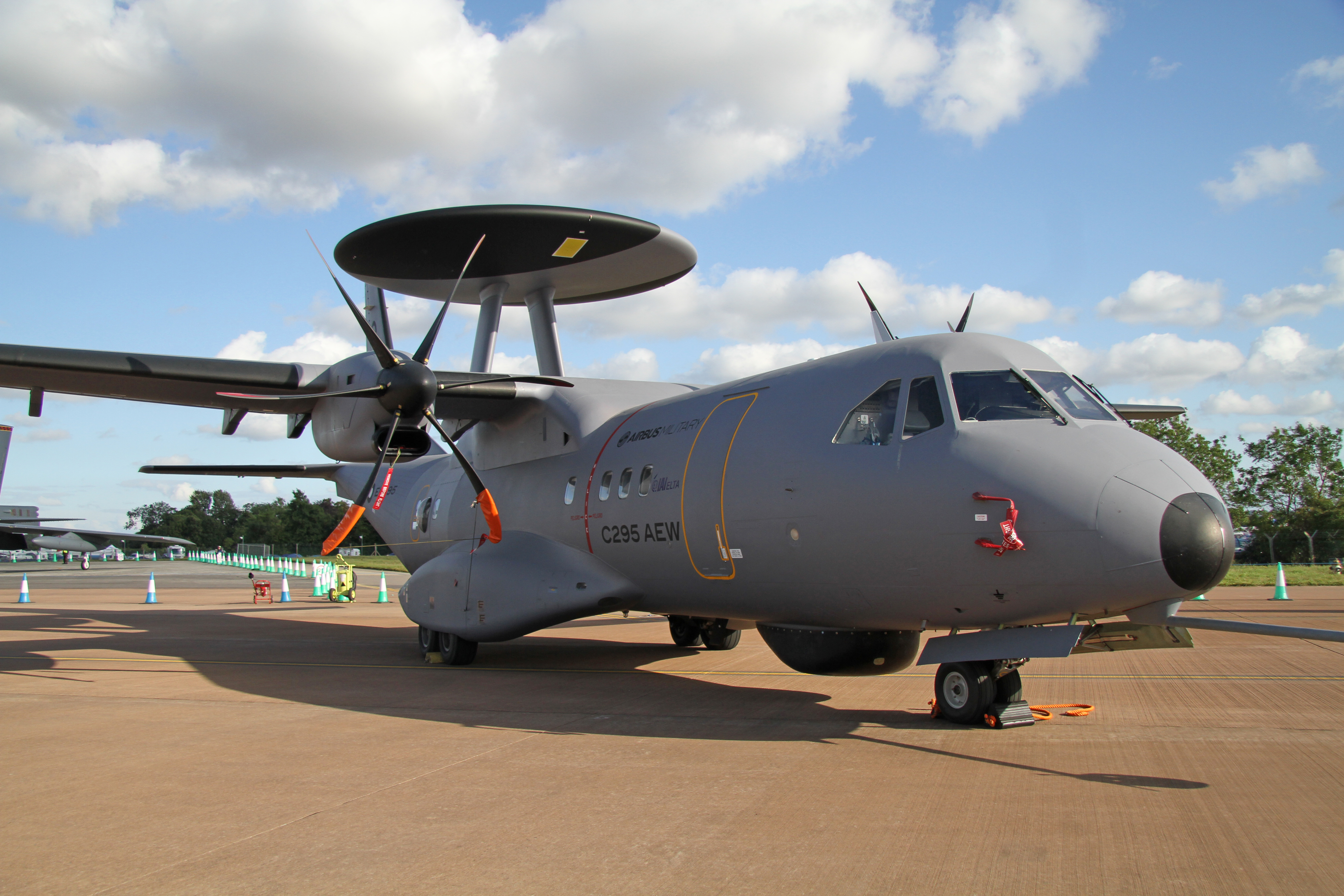
Prototipo del C-295 AEW

Il C-295 è un aereo da trasporto tattico sviluppato dall'azienda aeronautica spagnola CASA (diventata dal 1999 EADS-CASA), sviluppato dalla collaudata piattaforma del CN-235.

## Storia del progetto

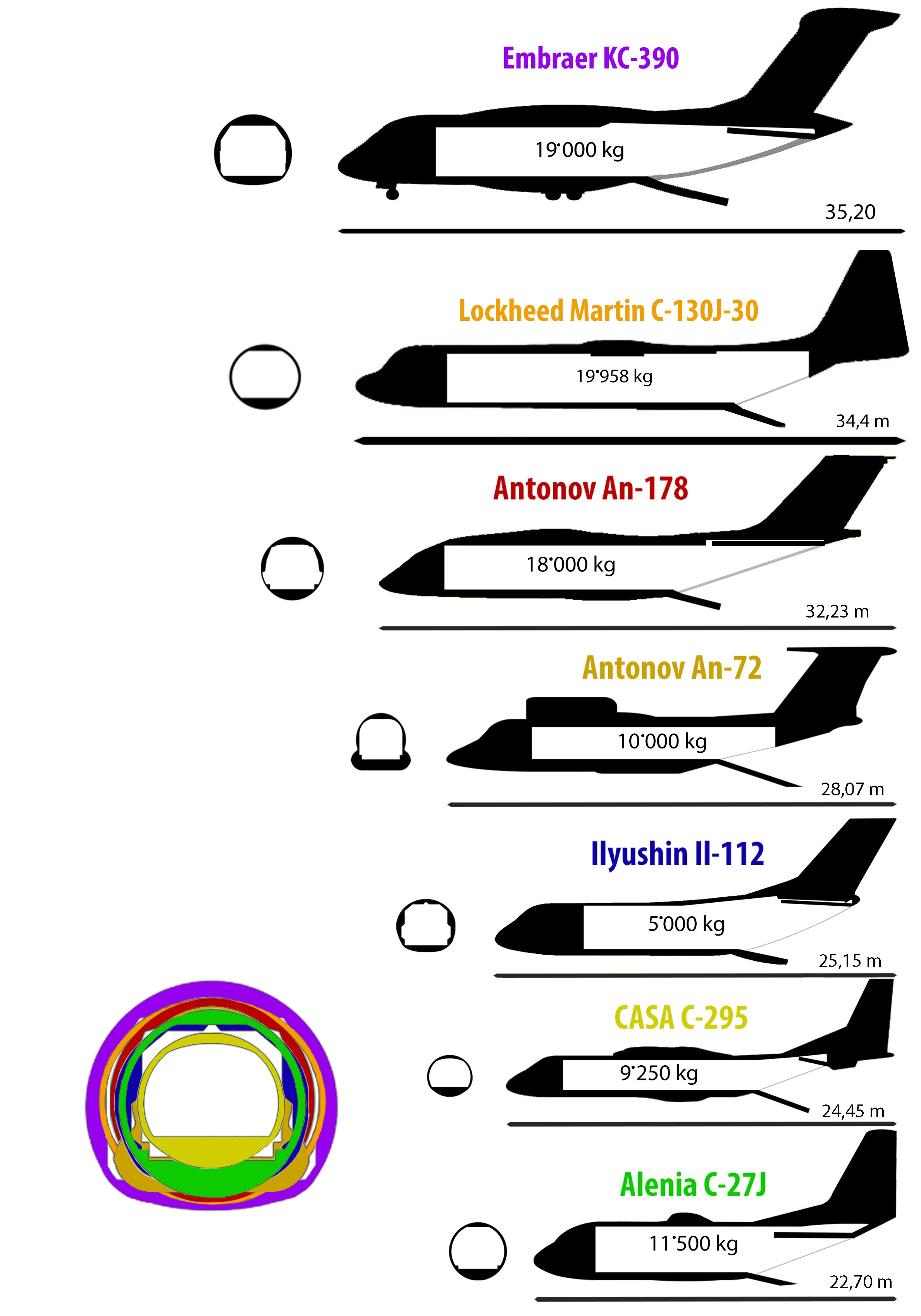
Confronto del C-295 con altri aerei cargo

Il C-295 è un ulteriore sviluppo dell'aereo da trasporto tattico CASA CN-235 con una fusoliera allungata, con una capacità di carico utile del 50% in più e con i nuovi motori a turboelica Pratt & Whitney Canada PW127G con eliche Hamilton Standard 568F-5 a 6 pale ciascuna. Il programma fu avviato nella metà anni novanta e il prototipo ha volato per la prima volta nel 1998. Il principale utilizzatore del velivolo è l'Ejército del Aire spagnolo.

## Versioni
- C295 M (versione standard da trasporto aereo militare)
- C295 MPA / Persuader (versione da pattugliamento marittimo)
  - Anti-Submarine Warfare (ASW)
  - Anti-Surface Warfare (ASuW)
  - Intelligenza elettronica (SIGINT)
  - Intelligenza sulle immagini (IMINT)
  - Sorveglianza di una EEZ, del traffico marittimo e della immigrazione illegale
  - Imposizione della legge in mare (combattendo traffico di droga e terrorismo)
  - Ricerca e salvataggio (SAR)
- C295 AEW (AEW/AEW&C/AWACS): il velivolo è dotato di un rotodome di 6 m di diametro, con un radar IAI/Elta di quarta generazione denominato Active Electronically Scanned Array (AESA) con IFF integrato; i dati elaborati attraverso il dispositivo vengono trasmessi alle forze amiche tramite un data link di tipo Network Centric.[7]
- C295 W (versione migliorata dotata di winglets)

## Utilizzatori
| Nazione             | Forza aerea                                                          | Ordini                                                                              | Consegne | Operativi                                        |
| ------------------- | -------------------------------------------------------------------- | ----------------------------------------------------------------------------------- | -------- | ------------------------------------------------ |
| Algeria             | Al-Quwwat al-Jawwiyya al-Jaza'iriyya                                 | 6                                                                                   | 6        | 5                                                |
| Angola              | Força Aérea Nacional Angolana                                        | 3                                                                                   | 1        | 1                                                |
| Arabia Saudita      | Al-Quwwat al-Jawwiyya al-Sa'udiyya                                   | 4                                                                                   | 4        | 4                                                |
| Argentina           | Fuerza Aérea Argentina                                               | 2                                                                                   | 0        | 0                                                |
| Bangladesh          | Bānglādēśh Sēnābāhinī                                                | 2                                                                                   | 2        | 2                                                |
| Brasile             | Força Aérea Brasileira                                               | 19                                                                                  | 19       | 19                                               |
| Brunei              | Tentera Udara Diraja Brunei                                          | 3 C-295MW ordinati a dicembre 2022.                                                 | 2        | 2                                                |
| Burkina Faso        | Force Aérienne de Burkina Faso                                       | 1                                                                                   | 1        | 1                                                |
| Canada              | Royal Canadian Air Force                                             | 16                                                                                  | 7        | 7                                                |
| Rep. Ceca           | Vzdušné síly armády České republiky                                  | 6                                                                                   | 6        | 6                                                |
| Cile                | Armada de Chile                                                      | 3 C-295, due dei quali C-295 ASW e uno C-295MP consegnati a partire dal 2010.       | 3        | 3                                                |
| Colombia            | Fuerza Aérea Colombiana                                              | 6                                                                                   | 6        | 6 consegnati e tutti in servizio al luglio 2018. |
| Costa d'Avorio      | Force Aérienne de la Côte d'Ivoire                                   | 1 C-295W ordinato a gennaio 2019.                                                   | 1        | 1                                                |
| Ecuador             | Fuerza Aérea EcuatorianaArmada del EcuadorEjército Ecuatoriano       | 3 C-295M consegnati.1                                                               | 30       | 30                                               |
| Egitto              | Al-Quwwat al-Jawwiyya al-Misriyya                                    | 24 tra C-295M e C-295W consegnati.                                                  | 24       | 24                                               |
| Emirati Arabi Uniti | Al-Quwwāt al-Jawiyya al-Imārātiyya                                   | 5                                                                                   | 5        | 5                                                |
| Filippine           | Hukbong Himpapawid ng Pilipinas                                      | 7                                                                                   | 7        | 7                                                |
| Finlandia           | Suomen ilmavoimat                                                    | 3                                                                                   | 3"       | 3                                                |
| Ghana               | Ghana Air Force                                                      | 3                                                                                   | 3        | 3                                                |
| Giordania           | Al-Quwwat al-Jawwiyya al-malikiyya al-Urdunniyya                     | 2                                                                                   | 2        | 2                                                |
| Guinea Equatoriale  | Equatorial Guinea Air Corps                                          | 2 C-295 ordinati nel 2016.                                                          | 2        | 2                                                |
| India               | Bhāratīya Vāyu SenāBhāratīya Nāu Senā                                | 5615                                                                                | 160      | 160                                              |
| Indonesia           | Tentara Nasional Indonesia Angkatan Udara                            | 15                                                                                  | 15       | 15                                               |
| Irlanda             | Aer Chór na hÉireann                                                 | 2 C295 MPA ordinati a dicembre 2019. 1 C295MW ordinato a gennaio 2023.              | 1        | 1                                                |
| Kazakistan          | Қазақстан Республикасы әуе қорғаныс күштеріKazakistan Border Service | 93                                                                                  | 92       | 92                                               |
| Mali                | Force aérienne de la République du Mali                              | 2                                                                                   | 2        | 2                                                |
| Messico             | Fuerza Aérea MexicanaArmada de México                                | 86                                                                                  | 86       | 86                                               |
| Mozambico           | Força Aérea de Moçambique                                            | 1                                                                                   | 1        | 1                                                |
| Oman                | Al-Quwwat al-Jawiyya al-Sultaniyya al-'Umaniyya                      | 8                                                                                   | 8        | 8                                                |
| Polonia             | Siły Powietrzne                                                      | 17                                                                                  | 17       | 16                                               |
| Portogallo          | Força Aérea Portuguesa                                               | 12                                                                                  | 12       | 12                                               |
| Senegal             | Armée de l'air du Sénégal                                            | 2 C-295W ordinati, il primo dei quali è stato consegnato il 28 luglio 2022.         | 1        | 1                                                |
| Serbia              | Vazduhoplovstvo i PVO Vojske Srbije                                  | 2 C-295MW ordinati il 23 febbraio 2022, con consegne previste per la fine del 2023. | 2        | 2                                                |
| Spagna              | Ejército del Aire                                                    | 29                                                                                  | 13       | 13                                               |
| Thailandia          | Kongthap Bok Thai                                                    | 3                                                                                   | 2        | 2                                                |
| Uzbekistan          | Aeronautica militare e difesa aerea dell'Uzbekistan                  | 4                                                                                   | 4        | 4                                                |
| Vietnam             | Không Quân Nhân Dân Việt Nam                                         | 3                                                                                   | 3        | 3                                                |
| Totale:             |                                                                      | 316                                                                                 | 227      | 227                                              |